# Efraín Ríos Montt
José Efraín Ríos Montt (Huehuetenango, 16 de junio de 1926-Ciudad de Guatemala, 1 de abril de 2018)fue un político, dictador, militar y pastor protestante guatemalteco, jefe de Estado de Guatemala entre 1982 y 1983, posición a la que llegó a través de un golpe de Estado.
Es considerado uno de los representantes más brutales de los gobiernos militares de Centroamérica.El 10 de mayo de 2013, fue juzgado en Guatemala, declarado culpable y condenado a 80 años por genocidio y crímenes contra la humanidad, pero la Corte de Constitucionalidad de Guatemala anuló la sentencia el 20 de mayo de 2013, debido a que la jueza Jazmín Barrios, presidenta del Tribunal Primero de Mayor Riesgo A, no acató los fallos emitidos por dicha corte, siendo una autoridad jurídica de mayor jerarquía. Dado que se anuló la sentencia por fallos durante el procedimiento, no se pudo reformular el juicio y Ríos Montt murió libre cinco años después.
Fue director de la Escuela Politécnica, era general cuando presentó su candidatura en las elecciones presidenciales de 1974 y fue derrotado, también fundó el partido Frente Republicano Guatemalteco (FRG) que en el 2000 llevó a la Presidencia a Alfonso Portillo. Fue candidato a la Presidencia de Guatemala por el FRG en las elecciones generales 2003, habiendo quedado en tercer lugar. Su hija, Zury Ríos, es política, diputada y fue aspirante presidencial.

## Biografía
Nació en Huehuetenango (Guatemala), el 16 de junio de 1926, en el seno de una familia católica. Contrajo matrimonio con María Teresa Sosa Ávila, con quien procreó tres hijos: Enrique, Homero y Zury. En 1978 renunció al catolicismo y se convirtió en un ministro ordenado en la Iglesia Pentecostal de la Palabra.
Enrique, el hijo mayor, siguió sus pasos al convertirse en General del Ejército. Enrique es padre de Sebastián Ríos Peláez, el único de los nietos de Rios Montt que continúa activamente en la vida política de Guatemala. Sebastián participó en las Elecciones Generales de 2023 como candidato a Alcalde de San José del Golfo, quedando en la última posición en la contienda electoral.
En 2004, su hija Zury se casó en la Antigua Guatemala con el abogado y congresista estadounidense Jerry Weller, originario de Illinois (Estados Unidos).
En 2006, en un hospital de la Ciudad de Guatemala nació su nieta menor, Marizú Catherine Weller Ríos.
El 10 de mayo de 2013 lo condenó un tribunal de Guatemala a 50 años de prisión por delitos de genocidio y a otros 30 por delitos de lesa humanidad perpetrados contra la población ixil; es decir, a 80 años de prisión en total. Más tarde, la Corte de Constitucionalidad de Guatemala anuló la sentencia.
A su muerte a los 91 años de edad, Efraín Ríos Montt era el expresidente más longevo en la historia de Guatemala.

## Carrera militar

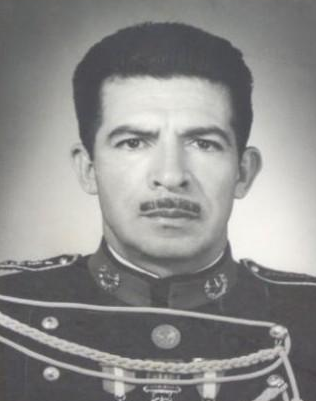
Ríos Montt en 1960.

Criado en un entorno rural, en 1943, con 17 años, ingresó al ejército como policía militar en el cuartel general del ejército en el Fuerte de San Rafael de Matamoros y en 1946 ingresó como cadete en la Escuela Politécnica, academia militar que estaba en la Avenida de la Reforma, zona 9. En 1950 obtuvo los galones castrense y académico de oficial de Infantería y maestro de Caminos. Posteriormente, siguió cursos de especialización en Fort Gulick, en la Zona del Canal de Panamá bajo soberanía de Estados Unidos, un centro de instrucción muy frecuentado por la oficialidad centroamericana y que luego se convertiría en la Escuela de las Américas. De allí en adelante desarrolló una rápida carrera militar que culmina al ser nombrado director de la Academia Militar del país.
En enero de 1973 alcanzó el grado de general de brigada y le fue conferida la jefatura del Estado Mayor General del Ejército guatemalteco en abril de ese año.

### Masacre de Sansirisay
En mayo de 1973, durante el gobierno del general Carlos Arana Osorio, el caserío Sansirisay en la aldea Palo Verde de Jalapa tenía 45 425 habitantes, de los cuales 18 433 eran indígenas poqomam. La primera noticia de la masacre se dio el 28 de mayo de 1973, en el diario El Imparcial,indicando que la paz reinaba en la zona limítrofe entre Jalapa y El Progreso, tras los disturbios de 24 horas que dejaron 17 muertos y 5 heridos. Los disturbios, que surgieron por un litigio de tierras originado en 1771, se dieron entre campesinos de El Progreso y de Jalapa y policías militares ambulantes que quisieron imponer orden.
El ejército informó de que los policías militares ambulantes fueron atacados por los campesinos, lo que dejó seis policías y once campesinos muertos. Ríos Montt, como jefe del Estado Mayor del Ejército, sobrevoló la zona del disturbio y pudo comprobar que los ánimos se habían calmado y que se estaba ya en la tarea de identificar los muertos.
Algunos sectores que desconfían de la versión oficial, acusaron al general Ríos Montt de haber ordenado la masacre del lugar, pero esto nunca pudo confirmarse por no haber otras fuentes de información disponibles, pues en 1973 todavía no se investigaban las violaciones de derechos humanos en Guatemala.

## Candidatura presidencial
Al poco tiempo de conseguir la máxima promoción militar que encumbraba su carrera, Ríos Montt optó por renunciar a sus posiciones de mando en la milicia para presentarse a las elecciones presidenciales del 3 de marzo de 1974, de las que había de salir el sucesor del general Carlos Manuel Arana Osorio.
Desde 1960 se prohibió la existencia del Partido Comunista y se inició con la persecución de los líderes marxistas y de izquierda democrática. Se cerró la política electoral a todos los grupos que se identificaran con la izquierda. Ello motivó el surgimiento de la guerrilla, porque los insurgentes decidieron asaltar el poder por la fuerza, ante la negativa de participación política que el país les daba. Líderes de izquierda democrática, entre ellos Alberto Fuentes Mohr, Manuel Colom Argueta, Vinicio Cerezo, decidieron en 1973, que si no tenían ellos opciones reales de acceder al poder en las urnas, pues no les reconocerían la victoria, podrían proponerle la candidatura presidencial al miembro del Ejército más progresista, por medio del partido Democracia Cristiana Guatemalteca. Y así surgió la candidatura y triunfo electoral del binomio Efraín Ríos Montt y Alberto Fuentes Mohr: ganaron las elecciones, pero tampoco se les reconoció la victoria. Posteriormente (y bajo acusaciones de fraude) obtendría la victoria el general Kjell Eugenio Laugerud García. Reincorporado al ejército, Ríos Montt fue nombrado embajador ante España entre 1974 y 1977.
La violencia se incrementó y fueron asesinados Colom Argueta y Fuentes Mohr.

## Golpe de Estado del 23 de marzo de 1982
El 23 de marzo de 1982, Fernando Romeo Lucas García fue depuesto por un golpe de Estado liderado por oficiales medios del Ejército de Guatemala. En las primeras comunicaciones,se indicó que el golpe de Estado militar fue dirigido por un grupo de «oficiales jóvenes» del Ejército de Guatemala, cuyo objetivo sería «acabar con la corrupción». Los sublevados tomaron el control de la Ciudad de Guatemala y lograron que el general Fernando Romeo Lucas-García se rindiera a los militares que horas antes habían rodeado el Palacio Nacional.
Seis guarniciones militares, cinco de ellas de la capital guatemalteca, apoyadas por la fuerza aérea, estuvieron en el origen de la sublevación, una de cuyas cabezas visibles es el general de aviación Hernán Ovidio Morales. Las guarniciones sublevadas pidieron a la policía que entregase sus armas y que se unieran a ellos. No se produjeron enfrentamientos armados en la capital, aunque en el interior del país sí hubo algunos choques de menor importancia.
El Aeropuerto Internacional La Aurora permaneció cerrado durante varias horas, y numerosos vuelos internacionales fueron cancelados o retenidos; efectivos de la fuerza aérea controlaban la terminal, y aviones y helicópteros de combate sobrevolaban la capital en una exhibición de fuerza de los militares sublevados. Los sublevados ocuparon también el edificio del Congreso, que disolvió inmediatamente su sesión; la empresa nacional de comunicaciones, Guatel, y todos los edificios oficiales importantes de la capital guatemalteca. Dos helicópteros han sido estacionados en la plaza principal de la capital, junto al palacio de gobierno, para sacar de él al presidente y a sus acompañantes. El secretario personal del general Romeo Lucas, Jorge García Granados, secretario general del Partido Revolucionario, oficial, entró esposado en el palacio de gobierno.
Tras rendirse, Fernando Romeo Lucas-García fue conducido bajo escolta militar al aeropuerto, para ser expulsado del país; apenas media hora antes se había terminado el plazo dado por los sublevados para que el presidente Lucas se entregara pacíficamente, y las tropas habían tomado posiciones para un posible asalto al palacio, situado en el centro de la ciudad.
Mientras tanto, las calles de Ciudad de Guatemala estuvieron tomadas por carros blindados, vehículos con ametralladoras y un gran despliegue de soldados en uniforme de campaña. Las calles de Guatemala quedaron desiertas, y tanto tiendas como establecimientos cerraron sus puertas. En la capital reinaba una gran tensión, luego de que los canales de televisión privada de Guatemala interrumpieron su programación regular cuando recibieron «el consejo» por parte de los militares rebeldes de unirse a la cadena nacional.
A través de la cadena de radio y televisión estatal se pidió constantemente a los guatemaltecos que permanecieran tranquilos, dentro de sus casas y que obedeciesen únicamente las órdenes que emanasen de la Junta representativa de Gobierno.
El ganador de las elecciones que se habían efectuado solamente unas semanas antes, el candidato oficialista y exministro de la Defensa, general Aníbal Guevara, estaba de vacaciones en Miami el día del golpe de Estado. La oposición centroderechista, a la que se unió un partido de ultraderecha, denunció un fraude en los comicios. El presidente electo debía tomar posesión en los primeros días del próximo mes de julio, en que el general Romeo Lucas abandonaría el poder. Tras la salida de Fernando Romeo Lucas-García, los jefes de los sublevados pidieron la comparecencia en el palacio del general Ríos Montt y del candidato a la vicepresidencia por el partido fascista Movimiento de Liberación Nacional en las pasadas elecciones, Lionel Sisniega Otero.
Por entonces, Ríos Montt era dirigente de la iglesia evangélica «El Verbo»; no se encontraba de alta, pero gozaba de prestigio entre los oficiales medios que lo recordaban en su etapa como director de la Escuela Politécnica, considerándolo honesto y no comprometido con las situaciones que se deseaba corregir.
Aunque no participó en la planificación del golpe de Estado que se había dado ni se le había consultado si aceptaría asumir el gobierno, lo llamaron porque estimaron que era la persona adecuada para sacar al país de la encrucijada en que se encontraba y combatir la corrupción. Los golpistas desconocían, aparentemente, su nueva filiación religiosa y su entrega a dicha actividad.
Una vez montada la junta de gobierno, conformado por el general Ríos Montt, el coronel Horacio Maldonado Schaad y el coronel Francisco Luis Gordillo, esta anunció que convocaría nuevas elecciones, pero no precisó la fecha. La Junta, anunció, elaborará un «plan de trabajo que será presentado al pueblo lo antes posible».
La Junta de Gobierno disolvió el Congreso y abolió la Constitución tras el triunfo del golpe. En un llamamiento difundido a través de la radio y la televisión, los golpistas pidieron «comprensión internacional», y afirmaron que los militares que gobernaban a Guatemala hasta el 23 de marzo de 1982 habían propiciado una imagen del país en el extranjero que no correspondía a las verdaderas características del pueblo. Aseguraron también que eran democráticos y que respetaban «los derechos humanos de todos los guatemaltecos».
Después del golpe de Estado, una turba enardecida saqueó la casa del exministro de Gobernación, Donaldo Álvarez Ruiz.
| El 2 de junio de 1982, en una entrevista con periodistas internacionales, dijo lo siguiente sobre el golpe de estado: ¿Cuáles fueron las causas del golpe de estado? Hubo muchas causas; había llegado a tal forma de descomposición el gobierno que él mismo estaba cortándose sus raíces; ya no tenía raíces ni en el pueblo ni en las instituciones. Como consecuencia se cayó; así, simple y llanamente. ¿En qué es este gobierno distinto al anterior? Este gobierno es distinto porque platica contigo, por ejemplo. El gobierno anterior no platicaba contigo. ¿Había corrupción en el gobierno anterior? Tengo entendido que muchísima corrupción. Se llegó a tal grado con la corrupción que, siendo Guatemala un país con grandes reservas económicas, en dos años se acabaron las reservas económicas; y además dejaron hipotecado todo el país con las grandes construcciones que hicieron, como anillos periféricos que realmente no tenían ningún concepto de planificación desde el punto de vista de tránsito y de tráfico. ¿Cómo se da la corrupción en el ejército? En el ejército como institución no ha habido tal cosa; el problema está en el concepto humano, en el hombre. Han manipulado a ciertos elementos de la institución armada, a ciertos jefes; los ponen en un puesto y les dan condecoraciones o alguna cosa especial y a espaldas de ellos los negociantes de la política son los que empiezan a trabajar y a corromper todo. Pienso que por ignorancia algunos elementos de la institución fueron manipulados y corrompidos. ¿Cómo se va a juzgar a esos militares corruptos? Con tribunales militares. Estos están en proceso de formarse porque son fueros especiales; un militar goza de un fuero especial. Esos son tribunales militares; son cárceles especiales. Porque realmente nosotros somos unas personas sin derechos, solo con muchas obligaciones. Nosotros realmente como profesionales de las armas estamos sujetos a una legislación especial y como tal así como obligaciones especiales, también derechos especiales. Nosotros no tenemos libre expresión por ejemplo; por profesión hemos renunciado a elegir y a ser electos. |

## Jefe de Estado de Guatemala
Varios meses después, Ríos Montt disolvió la junta militar que gobernaba el país y se proclamó presidente de Guatemala.
A partir del 23 de marzo de 1982, cuando Ríos Montt llegó al poder, suprimió los escuadrones de la muerte. El Consejo de Estado inició el debate político y, con la participación del 30 por ciento de consejeros mayas, entre ellos un ixil, propuso una total apertura política. El antiguo Consejo Electoral, en el que los partidos políticos eran juez y parte, se transformó en el Tribunal Supremo Electoral, juramentado por Ríos Montt en 1983. Se abrió el esquema electoral a la participación de la izquierda. Se enviaron delegaciones al extranjero para que los exiliados volvieran. Se iniciaron los primeros contactos informales con la guerrilla.[cita requerida]

### Economía
| En la entrevista ya menciona, dijo lo siguiente en relación a temas económicos: ¿Por qué hay tanta pobreza en Guatemala? Ud. ha dicho que esta la causa de la subversión en el país Y la enfermedad y la ignorancia; todo eso. El problema económico es un problema muy serio; aquí se ha paliado, se ha tratado de mantener una imagen que no es correcta. Somos 7.5 millones de guatemaltecos, por decir números redondos, de los cuales 500 mil son los que gozan de ciertas libertades, derechos y ciertas expresiones; pero el resto de la gente no tiene fuente de trabajo permanente, no tiene escuela permanente, no tiene médico, no tiene centro de salud, no tiene carretera. Y lo que ha pasado es que los que gobiernan han tomado esto como que se fuera una finca; han construido los caminos de penetración en los lugares que les interesan para extraer de allí riquezas y nada más que eso. De lo demás se han olvidado. Si la pobreza aquí está basada en la tierra, ¿cómo va a resolver el problema? Es mentira, la pobreza no está basada en el terreno; aquí tenemos demasiado terreno para la gente. Entonces somos muy ricos y no tenemos quien la explote; lo que pasa es que hay grandes latifundios, pero además de eso hay muchas tierras nacionales que nosotros podemos dividir y compartir. Pero hay un problema muy importante. Este es el problema serio: [Guatemala] es un conjunto de naciones con características propias, con idiomas propios, con costumbres propias. [Guatemala] no se ha integrado como una sola familia; sigue siendo una cantidad de naciones especiales y eso el gobierno lo ha perdido de vista. Queremos crear una idea de nacionalidad que es fantasía, que es falta. [Guatemala] no es un trasplante europeo sino que somos una mezcolanza de explotadores que seguimos explotando a las naciones que no se pueden trasladar a otro lugar. Durante el gobierno de Lucas-García había muchos proyectos sociales, mucho más que en gobiernos anteriores, excepto en los gobiernos revolucionarios (1944-1954). ¿Cómo va a ser diferente este gobierno? No fue Lucas-García sino que el gobierno en sí; ellos dieron parcelas a las orillas de la Transversal del Norte, para sacar (a los campesinos) de los terrenos en donde había petróleo. Después dieron tierras porque compraron tierras para quedarse con el dinero de la venta de fincas. Había unos terrenos de un determinado dueño, y agarró a esa gente y la tiró a lo largo de la Transversal del Norte, por eso hicieron la carretera a la Transversal del Norte: para paliar nada más la protesta de esta gente que fue sacada de sus terrenos, en donde había petróleo. ¿Va a hacer algo para eliminar estos latifundios? Es una pregunta muy interesante pero no es necesaria; en un momento determinado se puede hacer eso pero no necesariamente porque hay muchas tierras nacionales que se pueden dar. ¿Eso quiere decir que los latifundios no van a ser tocados? Es una pregunta muy especial. No quiere decir eso. Lo que quiere decir es que hay terrenos disponibles. Si no hubiese terrenos disponibles, ¿qué haríamos? Romper todos los latifundios que fuera necesarios; si no hubiese. ¡Pero hay tierras! |

### Guerra Civil
Para que los guerrilleros pudieran tener una libre participación política, Ríos Montt dio amnistías a las que se acogieron más de 15 mil guatemaltecos. Todo esto vino a abrir un cauce político a la izquierda, denegado desde 1954. Con esto, la extrema derecha tradicional, ultraconservadora y oligárquica, fue desplazada por un nuevo radicalismo antirrevolucionario que combinaba las declaraciones de desarrollo social de indígenas y campesinos, y de guerra de exterminio de las guerrillas comunistas que buscaban reclutarlos.[cita requerida]
Durante su gobierno se crearon las Patrullas de Autodefensa Civil (PAC), que en 1985 llegó a tener aproximadamente 500 000 patrulleros en todo el país, se crearon como grupos de hombres civiles organizados coercitivamente por la institución armada como fuerza paramilitar complementaria, que pretendía aislar al movimiento guerrillero y controlar a sus comunidades.
Las PAC no tuvieron una fecha uniforme de inicio. El objetivo militar era saturar el área del enfrentamiento armado con patrulleros civiles, priorizando los departamentos que el Ejército tenía registrados como «zona roja» o «zona rosada». La presencia militar se incrementó en los departamentos con mayores problemas de insurgencia, y al instalarse destacamentos militares y zonas militares el control de la población civil se intensificó.
| A continuación se transcriben algunas de sus repuestas más importantes en lo que respecta a la guerra civil de la entrevista del 2 de junio de 1982: ¿Qué va a hacer con la guerrilla? Nosotros queremos hablar con ellos, queremos darles la mano. Estamos sacando una ley de amnistía porque son guatemaltecos, son hermanos nuestros y tenemos interés en platicar con ellos. Y después de la amnistía, ¿qué van a hacer ustedes que no esté haciendo el Ejército ahora? Si no se acogen a esa ley tenemos que seguir peleando. ¿Está dispuesto a platicar con Rodrigo Asturias? ¿Quién es Rodrigo Asturias? [Risas de las entrevistadoras]. ¡Yo entendí que era uno de los dirigentes de la guerra! ¡No sé! ¡Qué buena información! ¡No lo conocía! Voy a tomar nota. ¡Ahora sí lo llamó! ¡Qué bien! ¡Yo no sabía! ¡Te agradezco muchísimo! Es que estas fuentes de información las tiene Washington y nosotros no las tenemos. Pues yo si tengo mucho interés en platicar con ellos. ¿Platicarían en Guatemala? No les conviene a ellos a no ser que platicáramos en Washington, en México, en El Salvador, en Nicaragua. Quienes tienen que dialogar son ellos, porque ellos no tienen la razón. ¿Qué significa la desmovilización del Ejército que pide la guerrilla? Esto quiere decir la subversión quiere que yo concentre al personal del Ejército que está en la montaña, en la selva; quieren que yo los entre a sus cuarteles con el objeto de que en lugar de una bandera azul y blanco -esto es, la bandera de Guatemala- esté allí, esté una bandera roja con una hoz y un martillo -es decir, la bandera del comunismo internacional-. Entonces yo no sé cual sería el papel de ustedes (las entrevistadoras) si estuvieran sentados aquí en esta silla. Si sacarían a sus soldados para que pongan otra bandera que no sea la suya; o dejan a sus soldados allí. entonces lo que yo voy a hacer es que voy a dejar a mis soldados allí, y les voy a decir: Aquí hay guatemaltecos. Y el que no se ajuste a las leyes guatemaltecas, tendrá que ser juzgado por las leyes guatemaltecas. El que no se rinda, lo voy a fusilar. ¿Los grupos civiles clandestinos que existen se tienen que acoger a la amnistía y luego podrán desarrollar su vida política como ocurre en los países desarrollados? Hay una clara definición de aministía. Es para todo aquel que ha subvertido un orden constitucional y que ha cometido crímenes en contra de las instituciones democráticas. Ahora bien, existen muchas personas que han salido desl país, pero han salido porque han cometido crímenes; pueden regresar, acogerse a la amnistía... Sí, pero yo me refiero a las organizaciones que son pacíficas pero que son clandestinas porque no hay seguridad para que trabajen ¡Ellos no tienen prohibición de estar aquí! No tienen prohibición, pero ellos sienten inseguros... ¡Ah! Ellos se sienten inseguros por su propia inseguridad. Yo estoy seguro, yo estoy tranquilo. Pero es una realidad que en Guatemala han actuado grupos paramilitares protegidos incluso por el Gobierno Así es. Y ellos también, de otra parte. Cada quien con su ideología, con sus armas y con sus ideas. ¿Los perseguidos van a tener seguridad de que los grupos paramilitares no van a seguir actuando? No tienen por qué seguir actuando. Si no, yo no tengo nada que estar haciendo aquí. Aquí el que está disponiendo soy yo. ¿Qué diría de los cargos que se le hacen al ejército que está masacrando campesinos en las áreas rurales? Diría que yo respeto la libertad de pensamiento. Pero... ¿cuál es la verdad de lo que está pasando en las áreas rurales? La verdad es esa, que quieres tú (la entrevistadora) que te diga. ¿Qué verdad quieres que te diga? Como presidente yo te aseguro que no es el Ejército, pero si tú le crees a los guerrilleros, ellos te van a decir que es el Ejército. Es que a mí me vienen a decir, y vieran cómo se enojan conmigo: «¡Pero es que diga usted la verdad! Como no, pero ¿qué verdad quieres que te diga, la mía?». Es más, tengo prohibido terminantemente que hagan operativos de esa naturaleza. Y no lo pueden hacer; ¡no nos conviene hacerlo! Estamos en un cambio de actitud y el valor nuestro está en nuestra capacidad de poder responder a las acciones de mando. Eso es lo más importante: el ejército está en la capacidad de reaccionar. Porque si yo no puedo controlar al ejército, entonces ¿qué estoy haciendo aquí? ¿Y no habría la posibilidad de grupos paramilitares fuera de control? No. Es decir, no es aceptable. No es aceptable porque la institución armada es una. Fuerzas de seguridad son una. Fuerzas paramilitares, pudo haber. No hay. Por eso están enojados conmigo los de la derecha. Entonces ¿no hay represión de parte del Ejército? No debe de haber. Yo lo he ordenado. Hoy no existe. Del 23 de marzo para acá no hay represión; hay reacción. Es más: nosotros hemos perdido el derecho de llevar la iniciativa; hemos tratado de dialogar, hemos platicado con gente. Hemos instruido a la gente. Yo creo que hemos logrado mucho. Y ese es el problema de subversión, que como le hemos quitado el «fill» ―que es la fuente― las personas que trabajan en el área, esas personas ya las hemos conquistado nosotros, entonces ahora van a quemar las aldeas y van a decir «¡Son los militares!», «¡Son los soldados!»; y se uniforman de verde. Detrás de cada guerrillero hay diez personas apoyándolo. ¿Por qué tiene tanto apoyo la guerrilla? La bandera de la subversión tiene sus raíces en el hambre, en la enfermedad, en la ignorancia, en la pobreza. Y [Guatemala] ha sido un pueblo de esa naturaleza; yo lo confieso y yo lo acepto. Es una verdad. De allí tuvo la subversión esa su bandera. Ahora nosotros nos hemos dado cuenta que si estamos aquí es para cambiar actitudes y reconciliarnos. Entonces la subversión tuvo bastante fuerza; por eso es que había diez, ¡como mínimo!, debe haber muchos más detrás de cada guerrillero. Esas son las fuerzas que se llaman «fill». Pero ahora nosotros los hemos conquistado, les hemos platicado y estamos de acuerdo. ¿Va a convocar a elecciones? El problema del gobierno anterior fue la corrupción, que llegó a tal grado que corrompió el régimen institucional, resultando en la quiebra del Estado. Necesitamos un tiempo determinado para lograr la reactivación económica. A partir de esa reactivación económica, entonces vamos a pasar a lo político y convocar a elecciones. Si se convoca a elecciones es falta de lealtad, falta de compromiso institucional. ¿Qué dice de la subversión? La subversión es una cosa muy delicada y muy especializada. Ella está tratando de dividir a todos los niveles todos los estratos sociales. La guerrilla me está diciendo que yo soy un instigador, un divisionista. Ahorita le digo el nombre. (Ríe, sacando el papel en donde anteriormente había apuntado el nombre de Rodrigo Asturias.). ¿Hay represión de parte del Ejército? ¡No hay represión de parte del ejército! Segunda grabación. (Ríe, haciendo referencia a la primera respuesta al minuto 17:27). |

Para 1982, los grupos guerrilleros estaban en muy mala situación después de la ofensiva antiguerrillera de Benedicto Lucas-García, durante el gobierno de su hermano Fernando Romeo Lucas-García. Los guerrilleros ejecutaban recuperaciones económicas, y llamaban así a actos que rayaban en el bandolerismo: el terror por el terror, la pérdida de perspectiva. Hacían secuestros económicos y realizaban algunas actividades, pero durante esa época lo fundamental era la supervivencia, y para ello asaltaban gasolineras, farmacias, restaurantes y autobuses.
Pero aun así, los diferentes grupos guerrilleros efectuaron los siguientes ataques durante el gobierno de Ríos Montt:
| Fecha                              | Responsable                                    | Objetivo | Resultado |
| ---------------------------------- | ---------------------------------------------- | --- | --- |
| 23 de abril de 1982                | EGP                                            | Carreteras de acceso a la cabecera departamental de Huehuetenango                                                                                     | Se incendiaron y atravesaron autobuses en las carreteras, al punto que, según estimaciones de la prensa local, más del 60 % del transporte en ese departamento estuvo paralizado.                                                                |
| 5 de junio de 1982                 | Zapadores del Frente «Ernesto Guevara» del EGP | Puente San Juan, de 55 metros de longitud, que se encuentra sobre la carretera Interamericana a la altura del kilómetro 280                           | Destrucción del puente, interrumpiendo el tránsito de Guatemala hacia México. |
| 26 de agosto de 1982               | Desconocido                                    | Patrulleros civiles de servicio en la aldea Pajuil País del municipio de Aguacatán, Huehuetenango                                                     | Los patrulleros fueron desaparecidos su servicio en una cumbre próxima a la aldea. Fueron ejecutados y enterrados en una fosa común. |
| 18 de diciembre de 1982            | EGP                                            | Dos puentes de la carretera a la altura del Parcelamiento Santo Tomás (Ixcán)                                                                         | Esta acción impidió la movilización de vehículos militares en Playa Grande (Quiché). |
| 25 de junio al 21 de julio de 1982 | ORPA                                           | Finca El Matasano, en el Quetzal; la finca Panorama, en San Rafael Pie de la Cuesta; finca Carolina y la finca Platanillo, en el Tumbador, San Marcos | Todas estas fincas fueron incendiadas por colaborar con el Ejército. En la finca Platanillo se recuperó equipo militar. |
| 17 de mayo de 1983                 | Regional Norte de las FAR                      | Empresa de transportes Pinita | En la carretera que de Flores conduce a Santa Ana (en Petén), se bajaron a los pasajeros y se quemó el vehículo. El sabotaje se efectuó porque la empresa Pinita se caracterizaba por haber monopolizado el transporte extraurbano en la región. |

### Relaciones internacionales
| Con relación a su relación con el presidente estadounidense Ronald Reagan, en la entrevista del 2 de junio de 1982 dijo: 1. ¿Necesita ayuda económica y militar? El ejército está capacitado; lento, pero podemos trabajar. Me interesa más la ayuda económica porque necesito, sobre todo, estabilizar la balanza de pagos que es una cosa muy seria; el problema de las relaciones internacionales. A las veinte naciones guatemaltecas que viven dentro del territorio guatemalteco no saben, ni les interesa la cuestión de divisas; solo el trueque usan. Los quinientos mil son los que nos afectan con la cuestión de divisas y por eso necesitamos una balanza de pagos equilibrada. Para terminar el año necesitamos 200 millones de dólares. 2. ¿Y la ayuda militar para terminar con la guerrilla? Para terminar con la guerrilla necesito mucha ayuda económica porque tengo la política de «fusiles y frijoles». Los fusiles, tenemos nosotros fusiles. Frijoles es lo que nos interesa; darles frijoles en el sentido de amor, comida, servicios. El problema puramente militar de combate es muy limitado; lo que necesitaríamos serían unos helicópteros para trasladar a personas afectadas por los guerrilleros y transportarlas a otro lugar. 3. Hoy vino un personero de la administración del presidente Reagan, ¿ya habló con él? Seguramente mañana. Viene para conocer nuestros proyectos e informarse de ellos. Pero el interrogatorio no será tan fuerte como la prensa. |

### Estado de sitio y tribunales de fuero especial
En abril de 1982, en cadena nacional de televisión, Ríos Montt declaró una amnistía para que la izquierda subversiva dejara las armas. Tras la escasa respuesta a su petición, el 9 de junio de 1982, Ríos Montt se autoproclamó jefe de Estado y «anuló del poder» a los coroneles Héctor Maldonado Schaad y Francisco Luis Martínez Gordillo, mientras que concentró a todos los elementos del ejércitos en los cuarteles cercanos a la capital, en donde descansaron durante un mes.
El 30 de junio de 1982, Ríos Montt, en un discurso titulado «Estamos dispuestos a que reine la honestidad y la justicia», dijo que el gobierno se daba cuenta de que había guatemaltecos que por temor a ser asesinados no habían hecho uso de la amnistía, porque los «camaradas comunistas» se habían declarado enemigos de estas poblaciones y que por eso el gobierno iba a combatir a la subversión por los medios que quieran, pero que lo iban a hacer con juicios abiertos, completamente justos, a la vez que con energía y con rigor. Informó que para tal efecto había establecido «tribunales de fuero especial» que cumplirían con este propósito y declaró que a partir de ese momento había pena de muerte por fusilamiento, para los que secuestraran, provocaran incendios, y atacaran y dañaran instalaciones de defensa. Finalmente, anunció que a partir del 1 de julio de 1982 quedaba establecido en todo el país el estado de sitio, y que iba a movilizar tropas para combatir a la subversión, para iniciar ya la «batalla final». El estado de sitio duró ocho meses y tres semanas continuos y la movilización de tropas del ejército fue del 60 % para concentrarlas en la zona noroccidental del país. También se realizó un reclutamiento forzoso para servicio militar de hombres comprendidos entre 18 y 60 años de edad.
Los tribunales de fuero especial, dirigidos por funcionarios desconocidos, civiles o militares, nombrados por el presidente, y que juzgaron y condenaron, de manera drástica y rápida, de modo paralelo al Organismo Judicial a más de quinientas personas culpadas de pretender violentar las instituciones jurídicas, políticas, económicas y sociales del país eran un órgano judicial sujeto al Poder Ejecutivo. En total, 15 personas murieron fusiladas sin que hubiera manera de probar su culpabilidad, pues en menos de un mes desde su captura, los tribunales con jueces anónimos ―sin rostro y sin registro― los sentenciaron a muerte y nunca fueron públicos los argumentos en que se basaba su fallo. Se juzgaron, además, a otras 582 personas que no fueron condenadas a muerte.
Cuando se publicó el decreto-ley de los tribunales de fuero especial, un día después de la celebración del Día del Ejército, el 1 de julio de 1982, el gobierno de Ríos Montt no esperaba que se dieran impugnaciones, apelaciones y menos amparos; el decreto-ley 46-82 decía: «Contra las resoluciones de los Tribunales de Fuero Especial que se dicte en esta clase de procesos, no cabe recurso alguno», por lo que de la defensa se esperaba casi nada o muy poco. Conrado Alonso, quien fue abogado defensor de uno de los acusados, escribió en 1986 un libro minucioso al que llamó Quince fusilados al alba. En el libro aparecen fotos de los sentenciados, de los tribunales sin jueces, y de policías con los fusiles en la mano en las afueras del cementerio. Defensores que contra reloj redactaban recursos de amparo antes de la medianoche, y magistrados que los recibían, que iban y venían, con la notificación de suspensión, buscando desde las tres de la mañana, la sede inexistente de los Tribunales de Fuero Especial, ya fuera en el Palacio Nacional o en el Segundo Cuerpo de la Policía Nacional, a un costado de la iglesia de la Merced; gracias a las diligencias de los magistrados quedó en evidencia la inexistencia de la sede para los tribunales de fuero especial, a pesar de que ya tenían más de seis meses de estar operando, y de que para el 18 de septiembre de 1982 ya habían sido fusiladas cuatro personas.
Los tribunales funcionaban bajo jurisdicción del Ministerio de la Defensa, entonces a cargo del general Óscar Humberto Mejía Víctores.
Tras la visita de la CIDH (Corte Interamericana de Derechos Humanos) a finales de 1982, Ríos Montt decidió suspender todas las ejecuciones a pena de muerte existentes, sin que se diera a conocer el nombre de los condenados, tomando en cuenta algunas sugerencias del organismo internacional de derechos humanos. Después de recibir el informe de la CIDH, la ley sufriría modificaciones; entre ellas, que la defensa podía tener al menos una participación discreta y la creación de una segunda instancia para los procesos sometidos a estos tribunales. El 14 de diciembre de 1982, los cambios se publicaron en el Diario de Centro América, diario oficial, Decreto Ley 111-82.La defensa pudo al menos activar un mecanismo dentro del Sistema de Justicia Oficial, que aunque no logró evitar los fusilamientos, por lo menos los pospuso por unos días.

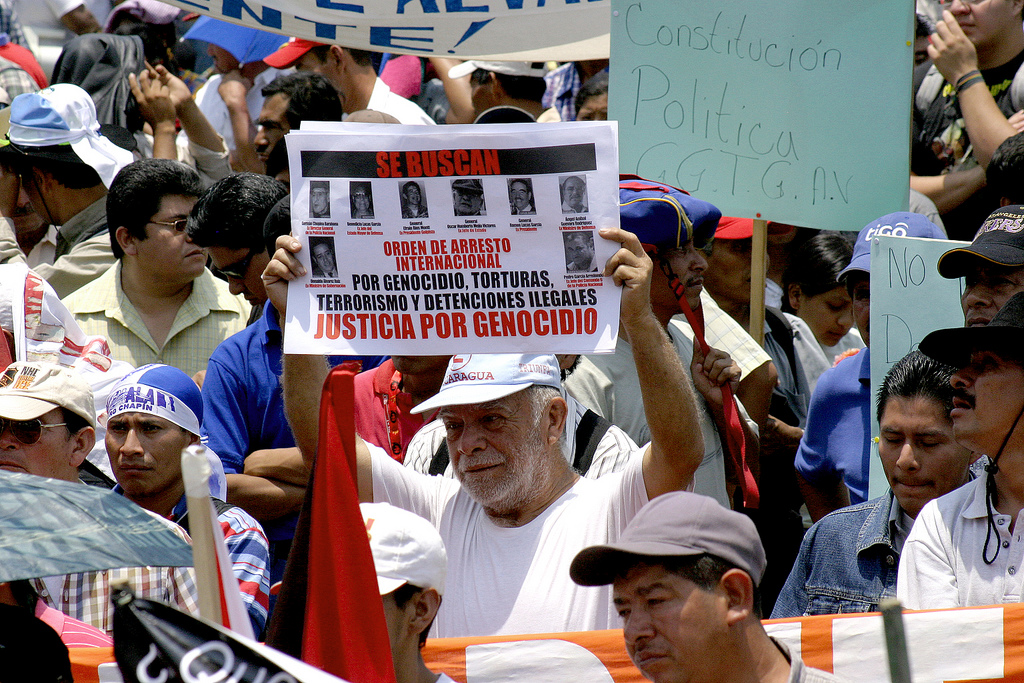
Pidiendo justicia: un hombre levanta un cartel pidiendo justicia por genocidio. En el cartel se encuentran las fotografías de Germán Chupina, Benedicto Lucas-García, Efraín Ríos Montt, Óscar Humberto Mejía Victores, Romeo Lucas-García, Ángel Aníbal Guevara, Pedro García Arredondo y Donaldo Álvarez Ruiz.

De acuerdo a la Comisión para el Esclarecimiento Histórico, los Tribunales de Fuero Especial fueron el elemento de represión urbano que se implementó dentro del proyecto contrainsurgente del ejército; esto fue necesario porque desde 1976, los partidos políticos de izquierda que estaban proscritos ―como el Partido Guatemalteco del Trabajo― se habían infiltrado en sindicatos, organizaciones populares e incluso en las asociaciones estudiantiles y la autoridad de la Universidad de San Carlos. Durante el gobierno de Fernando Romeo Lucas-García demostraron su poder de convocatoria y organización con masivas protestas en julio y agosto de 1978 que pusieron en jaque al gobierno, y en 1981 cuando el gobierno ―con la ayuda de equipo de cómputo recomendado por la dictadura cívico-militar de Argentina (1976-1983) y por técnicos israelíes― encontró y desmanteló 35 reductos guerrilleros en la ciudad de Guatemala. El gobierno de Fernando Lucas-García incrementó la represión por medio de una ola de terror en la ciudad al punto que para 1982 la izquierda subversiva estaba desmantelada. En el caso de los Tribunales de Fuero Especial, estos fueron una continuidad del plan militar desde el gobierno, con un cambio de cúpula nada más.
Entre el 22 de febrero y el 4 de marzo de 1983, los seis condenados a muerte volvieron a ser noticia. No había sido fácil, pero los defensores habían logrado una audiencia pública, por las sentencias apresuradas, los Tribunales de Fuero Especial cometieron errores. Lo que quedaba era pedir una vista pública de los sentenciados, a la que el Ministerio de la Defensa se mostró renuente; pero no pudo reñir con la decisión de los magistrados de la Corte Suprema de Justicia y de tal cuenta, frente a los reporteros, ante los magistrados de la CSJ, las cámaras de televisión, el Ministerio Público, y la ausencia de los jueces de Tribunal de Fuero Especial, uno a uno, los seis condenados pudieron declarar. Ese día se supo de las acusaciones, la tortura y el interrogatorio exprés al que se había sometido a cada uno de ellos. La sala de vistas del Organismo Judicial estaba llena.
El 3 de marzo de 1983, el general Mejía Víctores, ministro de la Defensa, obligó a que los magistrados de la CSJ fueran al Palacio Nacional ―que ahora ya se sabía que era la sede de los Tribunales de Fuero Especial― para que, finalmente, revisaran los documentos. Tras conferenciar con los jueces en el Palacio, los magistrados de la CSJ encontraron solo pequeños errores, y en consecuencia los sentenciados serían fusilados. Diez horas más tarde, los seis acusados ―Héctor Adolfo Morales López, los hermanos Walter Vinicio y Sergio Roberto Marroquín González, Carlos Subuyuj Cuc, Pedro Raxón Tepet y Marco Antonio González―, llegaban de madrugada al Cementerio General junto con el pelotón de fusilamiento de policías y ejército y el médico forense. El fusilamiento tuvo gran repercusión en Guatemala y en el mundo, porque ocurrió apenas unos días antes de la visita del papa Juan Pablo II, quien había pedido indulgencia para los condenados.
Una semana después, el general Mejía Víctores anunció nuevos fusilamientos y otras penas severas. Los Tribunales de Fuero Especial no solo condenaron a pena de muerte ya que según su decreto-ley, podían duplicar la pena de cárcel en sus sentencias. Y se combinaba entre la Policía Nacional a través del cuerpo de inteligencia del Departamento de Investigaciones Técnicas con los oficiales del ejército que actuaban como jueces en los Tribunales de Fuero Especial para decidir quienes eran juzgado en esos tribunales.
Para el 30 de abril de 1983, el Gobierno daba fe de que el 80 % de los consignados había quedado en libertad, y se contaban, no obstante, un total de 112 casos. Hacia junio de 1983 había unos 200 presos en el Segundo Cuerpo de la Policía Nacional. Los Tribunales de Fuero Especial estuvieron vigentes durante todo el Gobierno de Ríos Montt y nunca se supo quiénes fueron los jueces.

### Visita del papa Juan Pablo II
El papa Juan Pablo II visitó Guatemala por primera vez el domingo 6 de marzo de 1983. Pocos días antes, seis delincuentes fueron sentenciados a pena de muerte y posteriormente fueron fusilados a pesar de que el papa había pedido que detuvieran los fusilamientos.
Pese al ambiente de miedo que produjo esta situación, Juan Pablo II fue recibido por miles de fieles que llegaron a la terminal del Aeropuerto Internacional La Aurora a esperarlo. A la mañana del día siguiente, miles de fieles revivieron la tradicional elaboración de alfombras de aserrín y flores y el Papa, al ver tal manifestación, preguntó si era posible llevarse una de ellas como recuerdo y se sorprendió cuando supo de qué estaban hechas.
Quizás el acontecimiento más memorable de su primera visita fuese la celebración de una misa en el Campo de Marte ante una multitud calculada entre millón y medio y dos millones de personas, que hasta ese momento era más multitudinaria de la historia del país.
El papa también tuvo un encuentro en los Llanos de Olintepeque, Quetzaltenango, con poco más de medio millón de personas que asistieron a la coronación de la venerada imagen de la Virgen del Rosario, patrona del lugar. En esa ocasión, el Pontífice colocó, además, un rosario traído del Vaticano en las manos del niño Jesús y dirigió un mensaje en idioma quiché.

### Protestantismo
Uno de los principales puntos de contención durante su gobierno fue la religión. Conforme fueron pasando los meses de su gobierno, su actitud fue convirtiéndose en la de un pastor protestante que le predicaba al pueblo de Guatemala utilizando la frase «¡Usted Papá, Usted Mamá!».
Aunque Ríos Montt compartió el mando con Maldonado Shaad y Gordillo hasta el 9 de junio de 1982, fue evidente que él llevaba las riendas del gobierno desde el principio. Constituyó un gabinete con propuestas a instituciones y otros gremios, excluyendo a los partidos políticos; aunque guardó la secretaría privada y la secretaría general de la Presidencia para miembros de su iglesia ―el Verbo―.
En esa época, Ríos Montt creía que su ascensión al poder era obra de Dios, y los domingos por la tarde salía predicando como un pastor utilizando el estilo y la retórica de los sermones religiosos y aprovechando el espacio televisivo de la cadena nacional de radio y televisión. Daba consejos, regañaba y siempre hablaba de la unión familiar con su frase de papá y mamá. En una ocasión dijo que había que combatir con la Biblia en una mano y con una ametralladora en la otra.
En un acto especial, hizo llegar al Teatro Nacional a ministros, viceministros, directores generales, asesores, secretarios y otros más, con el fin de hacerles jurar por Dios y por la patria que cambiarían de actitud. Leía una página y luego hacía repetir a los asistentes, a coro: «Me comprometo ante Dios y ante la patria a cambiar, y a lograr, a través de todos mis actos, cambiar a Guatemala. Me comprometo a que mis actuaciones estén dentro de la ley»; y luego surgió el lema: «No robo, no miento, no abuso» que todos los empleados públicos debían llevar en un gafete. Al lado del lema, utilizó una mano derecha con los dedos extendidos, la cual se convertiría años más tarde en el símbolo de su partido, el Frente Republicano Guatemalteco.

### Derrocamiento
En junio de 1983, el Departamento de la Defensa de Estados Unidos recibió un mensaje de su oficina de inteligencia en Guatemala, en el que se le explicaba que se esperaba un golpe de Estado en contra de Ríos Montt, que podría ocurrir entre el 30 de junio ―Día del Ejército― y el 2 de agosto ―día de la conmemoración del levantamiento de los cadetes contra los liberacionistas―. Según el comunicado estadounidense, el ministro de la Defensa, Óscar Humberto Mejía Víctores sería reemplazado por un militar afín a los alzados, quien luego del derrocamiento de Ríos Montt convocaría a elecciones para formar una asamblea nacional constituyente en un plazo de sesenta día después de que ocurriera el golpe.
La nueva asamblea constituyente sería el congreso interino, en lo que se convocaría a elecciones generales, que los estadounidenses consideraban sería en cuestión de tres años después del derrocamiento de Ríos Montt. Las razones por las que Ríos Montt sería derrocado fueron listadas en el comunicado estadounidense:
- El general Ríos Montt era una figura pública muy popular que agradaba a la prensa guatemalteca, pero la gente se había desilusionado de él. Sus últimos mensajes presidenciales dominicales eran prácticamente sermones evangélicos en los que decía su recordada frase «¡Usted Papá, Usted Mamá!» utilizando numerosas variaciones sobre el tema familiar, expresadas con creciente frenesí hasta que terminaban los mensajes.[61]

Grafiti que representa a Efraín Ríos Montt en una pared de la Zona 2 (Ciudad de Guatemala), en diciembre de 2006.

- Había más corrupción ahora que la que había habido en los gobiernos anteriores.[64]
- Una persona guatemalteca que actuaba como agente de la CIA reportó que oficiales del gobierno le pedían hasta el 20 % en comisiones por las compras que le hacían.[64]
- El mismo agente informó que había altos funcionarios del gobierno de Ríos Montt que habían borrado la frase «República de Guatemala», en las órdenes de compra del gobierno, y la remplazaron por la expresión «Nueva Guatemala», que se refería a los cristianos evangélicos en el poder con Ríos Montt y que molestaban sobremanera a la mayoría católica del país.[64]
- Se contaba también que Ríos Montt había ganado las elecciones de 1974, en que resultó triunfador fraudulentamente el general Kjell Eugenio Laugerud García; sin embargo, Ríos Montt aceptó la derrota a cambio de ser nombrado agregado militar en España y de recibir pagos secretos de seis mil dólares mensuales cuando se encontraba en ese país.[64]
- Se decía también que el general había estado malversando fondos del estado para apoyar a su iglesia evangélica.
- Por último, se decía que solo los veintidós oficiales que habían fraguado el golpe de Estado del 23 de marzo de 1982 y la esposa de Ríos Montt lo apoyaban en el gobierno.[64]

Ríos Montt fue derrocado el 8 de agosto de 1983 por un golpe de Estado ejecutado por el general Mejía Víctores, su ministro de Defensa, quien en efecto inició la transición hacia los regímenes democráticos en el país. La mayoría de la información recabada por los servicios de inteligencia estadounidense resultó correcta.

## Carrera política posterior

### Diputado del Congreso de Guatemala

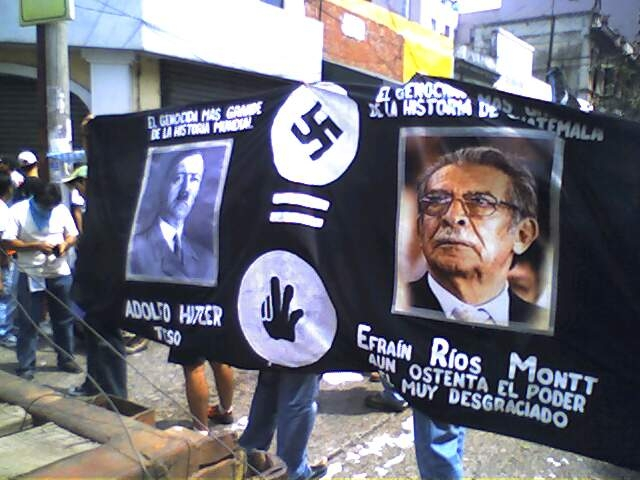
Pancarta llevada por estudiantes durante la Huelga de Dolores de la USAC en 2006.

Fue elegido diputado del Congreso en las Elecciones generales del 12 de noviembre de 1995, junto a su hija Zury Ríos.
Su partido, el Frente Republicano Guatemalteco logró un total de 21 diputados, siendo este el segundo partido con más diputados en el congreso. El candidato a la presidencia por su partido, Alfonso Portillo quedó en segundo lugar, habiendo ganado Álvaro Arzú.
Después de haber perdido las elecciones presidenciales de 2003, Ríos Montt se inscribió como candidato a diputado por lista nacional junto a su hija por el FRG.
El 9 de septiembre de 2007 son electos diputados y el 14 de enero de 2008 tomaron posesión. Finalizaron su mandato el 14 de enero de 2012.

### Candidato a la Presidencia
A mediados del año 2003, el FRG proclamó a Efraín Ríos Montt cómo su candidato a la presidencia, en ese momento él era presidente del Congreso de la República, su precandidatura culminó el lunes 21 de julio de 2003, cuando la Corte Suprema de Justicia falló en suspender su candidatura.
El jueves 24 de julio de 2003, los funcionarios del FRG y seguidores encabezaron una manifestación masiva en la Ciudad de Guatemala para protestar su descalificación de la elección presidencial.
La manifestación degeneró en un sangriento motín que tuvo como consecuencia el muerte del periodista Héctor Ramírez conocido como El Reportero X de Noti-7 y Radio Cadena Sonora. Sin embargo, una semana más tarde el jueves 31 de julio la Corte de Constitucionalidad anuló la prohibición de la Corte Suprema de Justicia y fue finalmente inscrito cómo candidato presidencial.
Quedó en tercer lugar, con un total de 518.464 votos que representó un 19.3 %, por detrás de Álvaro Colom y Óscar Berger, quien ganó la elección.

## Cronología

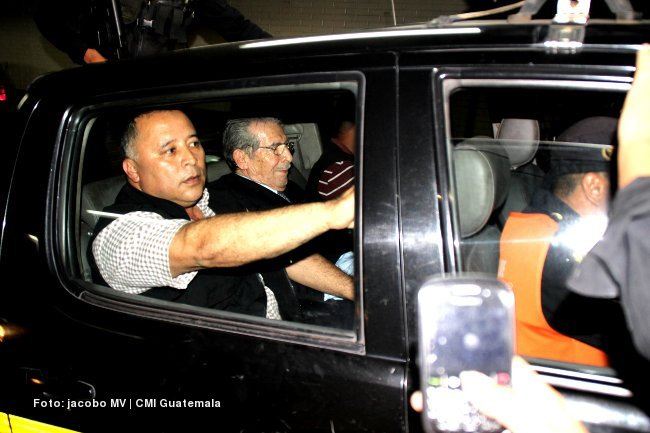
El exgeneral Efraín Ríos Montt con guardias en un vehículo de la policía, cinco días después de ser condenado por genocidio en la ciudad de Guatemala (mayo de 2013).

## Procesos penales

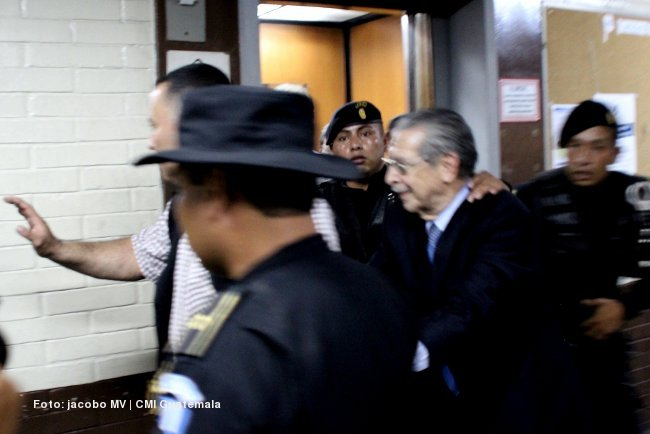
El exgeneral Efraín Ríos Montt tras su condena por genocidio el 10 de mayo de 2013 en la ciudad de Guatemala.

### En España
En 1999, la guatemalteca Rigoberta Menchú ―premio Nobel de la Paz― presentó cargos de tortura, genocidio, detención ilegal y terrorismo de Estado contra Ríos Montt y otros cuatro generales guatemaltecos retirados, dos de ellos expresidentes (Óscar Humberto Mejía Victores y Fernando Romeo Lucas-García). Otros tres civiles fueron también acusados. Fueron codenunciantes la Asociación Pro Derechos Humanos de España y el Center for Justice and Accountability (Centro por la Justicia y la Responsabilidad).
En septiembre de 2005, el Tribunal Constitucional de España dictó que un tribunal español puede juzgar a aquellos acusados de crímenes contra la humanidad incluso si las víctimas no fueran españolas. En junio de 2006, el juez Santiago Pedraz viajó a Guatemala para interrogar a Ríos Montt y a otros acusados. Sin embargo, al menos 15 apelaciones llevadas a cabo por la defensa impidieron a Pedraz interrogar a los acusados.
El 7 de julio de 2005, Pedraz dictó una orden de captura internacional contra Efraín Ríos Montt, los expresidentes Óscar Humberto Mejía Victores y Fernando Romeo Lucas-García (quien presuntamente había muerto en Venezuela en mayo de 2006), los generales retirados Fernando Lucas-García y Aníbal Guevara y tres civiles: Donaldo Álvarez Ruiz (exministro del Interior), Germán Chupina Barahona (exdirector de la Policía) y Pedro García Arredondo.
En una rueda de prensa, Ríos Montt admitió que durante su mandato el ejército había cometido «excesos», de los cuales él ―como comandante en jefe del ejército― no habría tenido ninguna responsabilidad.

### Juicio en Guatemala

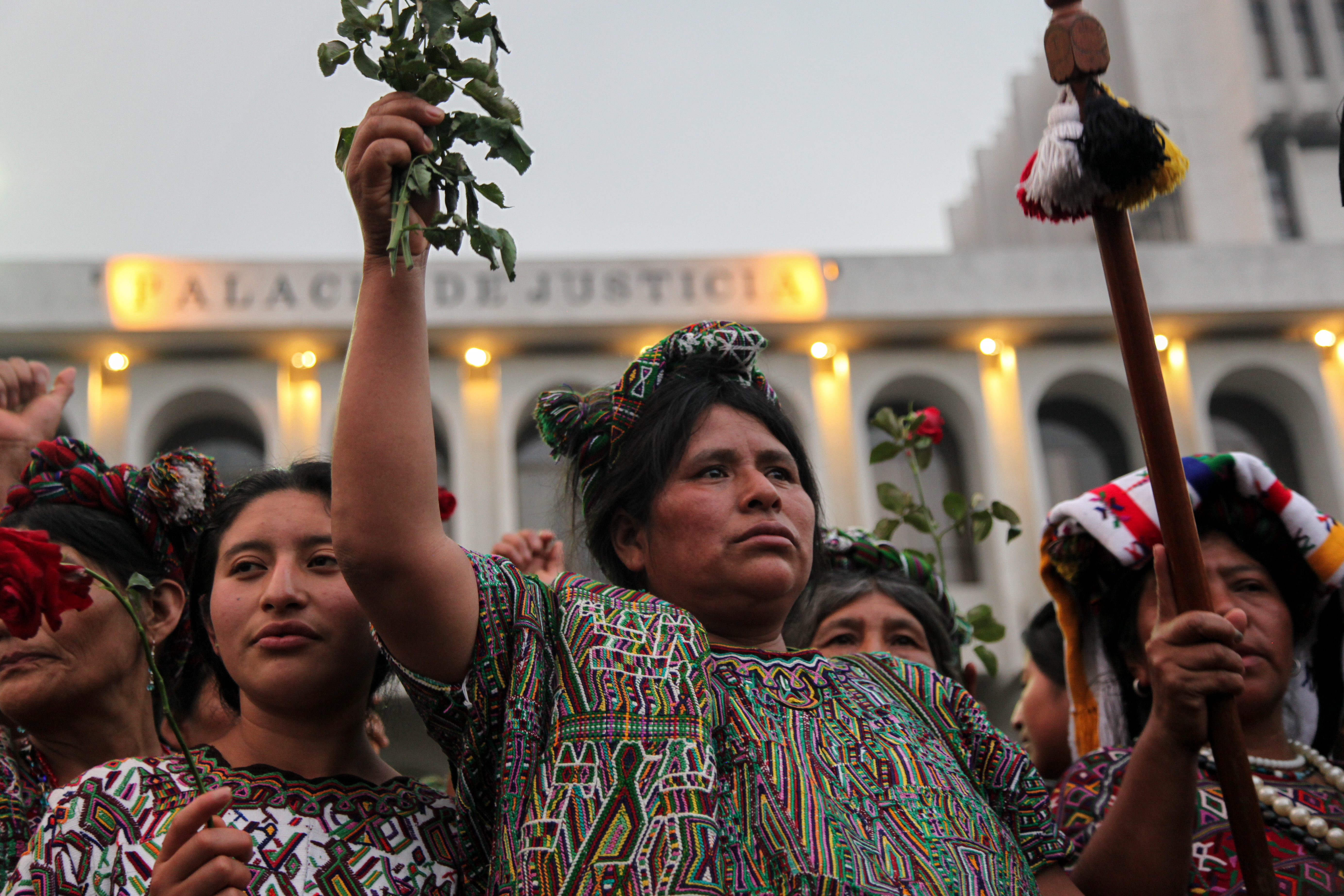
María Soto y otras mujeres ixil celebran después de que el exdictador guatemalteco Efraín Ríos Montt fue encontrado culpable de genocidio contra el pueblo ixil en los años ochenta. Los compañeros de la agencia católica Trócaire lucharon durante 30 años para obtener justicia para la etnia ixil. (Fotografía: Elena Hermosa).

El 17 de enero de 2007, Ríos Montt dio a conocer que se presentaría al Congreso en las elecciones de ese mismo año. Como miembro del Congreso, gozaría de inmunidad parlamentaria y no podría ser enjuiciado a menos que un tribunal lo destituyera. Obtuvo su puesto parlamentario el 9 de septiembre de 2007 y lideró a los 15 diputados del FRG (Frente Republicano Guatemalteco) en el Congreso.
Su inmunidad terminó el 14 de enero de 2012, cuando cesó su puesto en el Congreso. El 26 de enero de 2012 Ríos Montt compareció ante un tribunal de Guatemala y fue formalmente acusado de genocidio y crímenes contra la humanidad junto con otros tres antiguos generales. Durante la comparecencia él se negó a testificar. El tribunal lo puso bajo arresto domiciliario en espera de su juicio. El 1 de marzo de 2012, un juez guatemalteco rechazó la apelación de la defensa y declaró que la Ley de Amnistía de Guatemala no se puede aplicar en cargos de genocidio.

#### Condenado a ochenta años de prisión por genocidio
El día lunes 28 de enero de 2013, Miguel Ángel Gálvez (juez primero B de mayor riesgo) dio apertura de juicio contra José Efraín Ríos Montt y José Mauricio Rodríguez Sánchez, por los delitos de genocidio y crímenes de lesa humanidad.
En marzo de 2013 consigue un amparo provisional del juicio.
El martes 19 de marzo de 2013, una juez abrió formalmente juicio contra el octogenario exdictador, acusándolo de genocidio contra indígenas durante su régimen (1982-1983), delito por el cual podría haber sido condenado a medio siglo de reclusión. El viernes 10 de mayo de 2013 Ríos Montt fue declarado culpable por la jueza Yassmin Barrios quien dictó una sentencia de cincuenta años de prisión inconmutable por genocidio y treinta años más por crímenes de lesa humanidad, convirtiendo a Ríos Montt en el primer líder latinoamericano en ser condenado por estos crímenes. Para esta conclusión fue fundamental el análisis especializado de los planes operativos generados durante el régimen de Ríos Montt ―Plan Victoria 82, planes Firmexza 82 y 83 y Plan Operativo Sofía―. Según el perito Rodolfo Robles Espinosa, que analizo los documentos militares, el alto mando, entre este Ríos Montt, tuvo «el dominio del hecho y podía detener los ataques a la población civil de sus subordinados. El estado avalo la existencia del enemigo interno, existiendo operaciones de combate planificación y control. Demostró la responsabilidad del jefe de la organización». Por lo tanto, concluyeron los juzgadores «el acusado tuvo conocimiento de todo lo que estaba ocurriendo y no lo detuvo, a pesar de tener el poder de evitar tal perpetración».

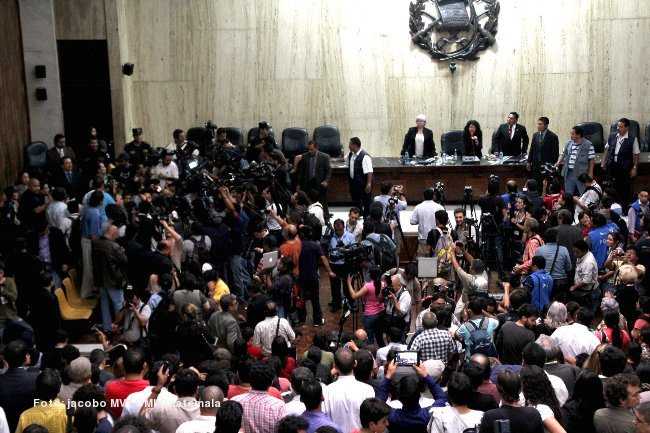
Sesión del Tribunal A de Mayor Riesgo el día de la condena del exdictador Efraín Ríos Montt por genocidio (10 de mayo de 2013).

Ríos Montt fue, pues, condenado a ochenta años de prisión por el genocidio cometido contra el pueblo ixil ―localizado en la región petrolera de Ixcán en la Franja Transversal del Norte― cuando gobernó dictatorialmente entre 1982 y 1983, con la excusa de que colaboraba con las guerrillas comunistas. En la sentencia se consideró probado que los militares a su mando habían asesinado a 1771 ixiles, además de haber violado sistemáticamente a las mujeres y niñas ixiles, muchas de ellas convertidas en esclavas sexuales de sus soldados ―y algunas de ellas murieron por esta causa―, y haber cometido todo tipo de atrocidades, como abrir el vientre a una embarazada para sacarle el feto, y de vejaciones, como obligar a un padre a ver cómo torturaban y violaban a su esposa y a sus hijos. Como declaró la abogada española Paloma Soria, que participó en el proceso contra Ríos Montt:
Rigoberta Menchú, quien anteriormente había denunciado en España a Ríos Montt por genocidio, dijo sentirse feliz con la condena dictada por la jueza Jazmín Barrios.
El CACIF (Comité Coordinador de Asociaciones Agrícolas, Comerciales, Industriales y Financieras) pidió a la Corte de Constitucionalidad de Guatemala que anulara el fallo dictado por el Tribunal A de Mayor Riesgo. El presidente de dicho comité, Marco Augusto García, dijo que no apoyaba el fallo porque «no se ha demostrado la intencionalidad específica del Estado por exterminar a un grupo étnico particular».
Los Milicianos fue una agrupación formada en 1960 como medida para defender el territorio de Huehuetenango ante la posibilidad de invasiones mexicanas. En 2013 estaba integrada por 40 000 personas. El 13 de mayo de 2013 rechazaron el fallo que condenaba a Ríos Montt a 80 años por genocidio.

#### Anulación de la sentencia condenatoria
La sentencia del juicio fue anulada por la Corte de Constitucionalidad el lunes 20 de mayo de 2013, por desobediencia y desacato por parte del Tribunal de Mayor Riesgo A por haber ignorado los fallos emitidos por dicha corte.
Según informa el diario español El País, los magistrados anularon la sentencia ―con tres votos favorables para Ríos Montt y dos en contra― por considerar que el tribunal no resolvió en su día una recusación planteada en contra de dos de sus miembros por lo que todas las actuaciones judiciales celebradas desde el 19 de abril hasta el 10 de mayo de 2013, día de la sentencia, deberán ser repetidas.
También recoge las declaraciones de Manfredo Marroquín, presidente de Acción Ciudadana (independiente), quien afirmó que la anulación del juicio es una muestra más de la «extrema debilidad del sistema de justicia de Guatemala». 
También recoge la opinión del periodista Gonzalo Asturias, quien fuera el secretario de Prensa de la presidencia de Ríos Montt, en defensa de la actuación de este último.
El presidente de la Corte de Constitucionalidad, Roberto Molina Barreto, dijo que desconocía los fundamentos de sus colegas (magistrados) que se opusieron al fallo que favoreció al expresidente de facto, es más que lo criticaron fuertemente y plasmaron su descontento. Añadió que el fallo de la Corte de Constitucionalidad se pudo haber evitado, si el Ministerio Público y los abogados querellantes hubieran advertido al Tribunal A de que efectivamente el debate se había suspendido.

## Muerte
Ríos Montt murió en la Ciudad de Guatemala el 1 de abril de 2018 a los 91 años de edad. Fue enterrado pocas horas después en el cementerio privado Villa de Guadalupe sin recibir homenaje del Congreso, por ser expresidente del poder legislativo, debido a que su familia rechazó dicho honor.